# Schlacht bei den Santa-Cruz-Inseln
Tulagi und Gavutu-Tanambogo – Savo Island – Tenaru – Ost-Salomonen – Bloody Ridge – Operationen am Fluss Matanikau – Cape Esperance – Henderson Field – Santa-Cruz-Inseln – Matanikau-Offensive – Koli Point – Carlsons Patrouille – Guadalcanal – Tassafaronga – Mount Austen – Rennell Island – Operation Ke – Operation Cleanslate
Die Schlacht bei den Santa-Cruz-Inseln fand im Zweiten Weltkrieg am 26. Oktober 1942 nordwestlich der Santa-Cruz-Inseln statt. Die vierte Trägerschlacht des Pazifikkrieges war Teil der Kämpfe um die Salomon-Inseln.

## Hintergrund
Die Kaiserlich Japanische Marine unter ihrem Oberbefehlshaber Admiral Yamamoto wollte nicht riskieren, die ihr nach der Schlacht um Midway im Juni und dem Verlust des leichten Trägers Ryūjō in der Schlacht bei den Ost-Salomonen im August noch verbliebenen Flugzeugträger Shōkaku und Zuikaku bei den Salomonen einzusetzen, bevor sie nicht das wichtige Henderson-Flugfeld auf Guadalcanal zurückerobert hatte. Die Angriffe der japanischen Armee auf das Flugfeld im August und September schlugen aber allesamt fehl. Anfang Oktober wurde das Flugfeld durch den Beschuss mit Schiffsartillerie schwer beschädigt, was einen neuen Großangriff mit Bodentruppen ermöglichte. Diese Operation sollte durch die Anfang Oktober, durch das Eintreffen der Träger Hiyō, Jun’yō und Zuihō, verstärkten Trägerkräfte gedeckt werden. Hiyō erlitt bereits am 21. Oktober einen Maschinenbrand und musste nach Truk umkehren. Die Japaner positionierten ihre Kräfte nordöstlich der Salomonen-Inseln, um die durch den Angriff vermutlich angezogenen amerikanischen Flottenkräfte abfangen und vernichten zu können. Sie waren in drei Kampfgruppen aufgeteilt:
- eine Gruppe unter Vizeadmiral Kondō (gleichzeitig Gesamtbefehlshaber) mit dem Träger Junyō, zwei Schlachtschiffen, fünf Kreuzern und zehn Zerstörern
- eine Gruppe unter Vizeadmiral Nagumo mit den übrigen Trägern, einem Kreuzer und acht Zerstörern, diese nahm an der eigentlichen Seeschlacht teil
- eine Gruppe unter Konteradmiral Abe mit zwei Schlachtschiffen, vier Kreuzern und sieben Zerstörern

Der Angriff auf Henderson Field begann am 23. Oktober und wurde bis zum 26. Oktober von den verteidigenden Truppen des United States Marine Corps zurückgeschlagen.
Der in der Schlacht bei den Ost-Salomonen beschädigte Träger Enterprise war nach Reparaturen in Pearl Harbor am 24. Oktober wieder bei der Flotte Vizeadmiral William F. Halseys eingetroffen. Halsey hatte erst eine Woche zuvor Vizeadmiral Robert L. Ghormley als US-Befehlshaber im Südpazifik abgelöst. Durch den Verlust der Wasp und die andauernden Reparaturen der Saratoga, die beide Opfer japanischer U-Boote geworden waren, waren die amerikanischen Trägerkräfte in der Region aber nach wie vor geschwächt. Halsey suchte dennoch seine beiden Träger Hornet und Enterprise umgehend gegen die nordöstlich der Salomonen kreuzende japanische Trägerflotte einzusetzen. Die amerikanischen Kräfte wurden in zwei Kampfgruppen mit je einem Träger aufgeteilt, die dem Oberbefehl Konteradmiral Thomas C. Kinkaids auf der Enterprise unterstanden.

## Verlauf
|  |  |

Gegen 11.00 Uhr am 25. Oktober wurde die japanische Hauptstreitmacht unter Nagumo von einem von den Santa-Cruz-Inseln operierenden Catalina-Flugboot entdeckt. Sie befand sich mit ca. 350 Seemeilen (650 km) noch außerhalb der Schlagreichweite der amerikanischen Träger. Kinkaid ließ seine Träger unter Höchstgeschwindigkeit auf die japanischen Träger zulaufen und startete gegen 14.25 Uhr einen Angriff mit 23 Flugzeugen. Die Japaner hatten jedoch ihre Entdeckung bemerkt, waren nach Norden ausgewichen und wurden so von den Flugzeugen nicht gefunden.
Gegen 2.50 Uhr am 26. Oktober wendeten die japanischen Träger. Gegen 5.00 Uhr befanden sich die gegnerischen Kräfte in einer Entfernung von 200 Seemeilen (ca. 370 km). Beide Seiten schickten Aufklärer aus, um den Gegner zu lokalisieren. Kurz vor 7.00 Uhr wurden sowohl die Hornet als auch die japanische Hauptgruppe gesichtet. Zwei der zur Aufklärung eingesetzten Dauntless-Sturzkampfflugzeuge konnten um 7.40 Uhr Bombentreffer auf der Zuihō anbringen, deren Flugdeck dadurch unbenutzbar wurde. In der folgenden ersten Angriffswelle, die auf beiden Seiten etwa um diese Zeit startete und jeweils ca. 9.00 Uhr ihr Ziel erreichte, wurden die Hornet und die Shōkaku beschädigt. Dabei konnten die japanischen Besatzungen auch die Position der Enterprise feststellen. In zwei weiteren Angriffen von der Shōkaku und der Zuikaku wurde die Enterprise beschädigt und die Hornet in Brand geschossen. Sie musste aufgegeben werden und wurde in der Nacht von den japanischen Zerstörern Akigumo und Makigumo versenkt.
Kinkaid entschied gegen 11.30 Uhr, sich ostwärts zurückzuziehen, um Luftunterstützung von den Basen auf den Neuen Hebriden zu erhalten. Die Japaner, durch die Niederlage in der Schlacht um Midway vorsichtig geworden, versäumten es, die amerikanische Flotte zu verfolgen und verpassten die Möglichkeit, die Enterprise zu versenken.
Das Schlachtschiff South Dakota, das einen Volltreffer einer japanischen 250-kg-Bombe auf das Dach des Geschützturms A erhalten hatte (der jedoch nicht kritisch war), kollidierte bei der Rückfahrt der US-Flotte nach Nouméa am frühen Morgen des 30. Oktober mit dem Zerstörer Mahan, als es einem gemeldeten U-Boot auszuweichen versuchte, und wurde leicht beschädigt.

## Ergebnis
Die Japaner errangen in dieser Schlacht einen taktischen Sieg, indem sie den Flugzeugträger Hornet ausschalteten und die restlichen amerikanischen Schiffe zum Rückzug zwangen. Sie verfehlten jedoch ihr strategisches Ziel, die US-Marines von Guadalcanal zu vertreiben. Ebenfalls wurde das Ziel verfehlt, der alliierten Trägergruppe einen entscheidenden Schlag zu versetzen, bevor die industrielle Stärke der Vereinigten Staaten voll zum Tragen kommen würde. Während die Enterprise nach nur zwei Wochen Instandsetzung auf Neukaledonien wieder einsatzbereit war und so an der Seeschlacht von Guadalcanal Mitte November 1942 teilnehmen konnte, fielen die beschädigten japanischen Träger Shōkaku und Zuihō wegen ihrer Reparatur in Japan jeweils bis Anfang 1943 aus.
Schwerwiegend waren die überproportional hohen Verluste der Japaner an erfahrenen Flugzeugbesatzungen. Während die Amerikaner bei 81 verlorenen Maschinen lediglich 26 Piloten und Flugzeugbesatzungen an Verlusten zu beklagen hatten, verloren die Japaner zusammen mit 99 Flugzeugen insgesamt 148 Piloten und Flugzeugbesatzungen – darunter zwei Sturzkampfbomber-Gruppenführer, drei Torpedobomber-Gruppenführer und 18 andere führende Offiziere. 49 % der beteiligten japanischen Torpedobomber-Besatzungen sowie 39 % der beteiligen Sturzkampfbomber-Besatzungen wurden getötet. Die Verluste der japanischen Jäger betrugen 20 %. Somit verloren die Japaner mehr Flugzeugbesatzungen als in den vorherigen Trägerschlachten im Korallenmeer (90), um Midway (110) und bei den Ost-Salomonen (61). Zu diesem Zeitpunkt waren somit von den 765 am Angriff auf Pearl Harbour beteiligten Elite-Fliegern der japanischen Marineluftstreitkräfte bereits mindestens 409 im Kampf gefallen. Die Verluste waren so groß, dass der unbeschädigt gebliebene Träger Zuikaku aus Mangel an Flugzeugbesatzungen ebenfalls nach Japan zurückkehren musste. Durch den Verlust von vielen erfahren Flugzeugbesatzungen wurden die Japaner ihrer wichtigsten Offensivwaffe beraubt, zumal durch begrenzte Kapazitäten im Ausbildungsprogramm der japanischen Marineluftstreitkräfte kaum Pilotennachwuchs bereitstand.